# A.R.M.

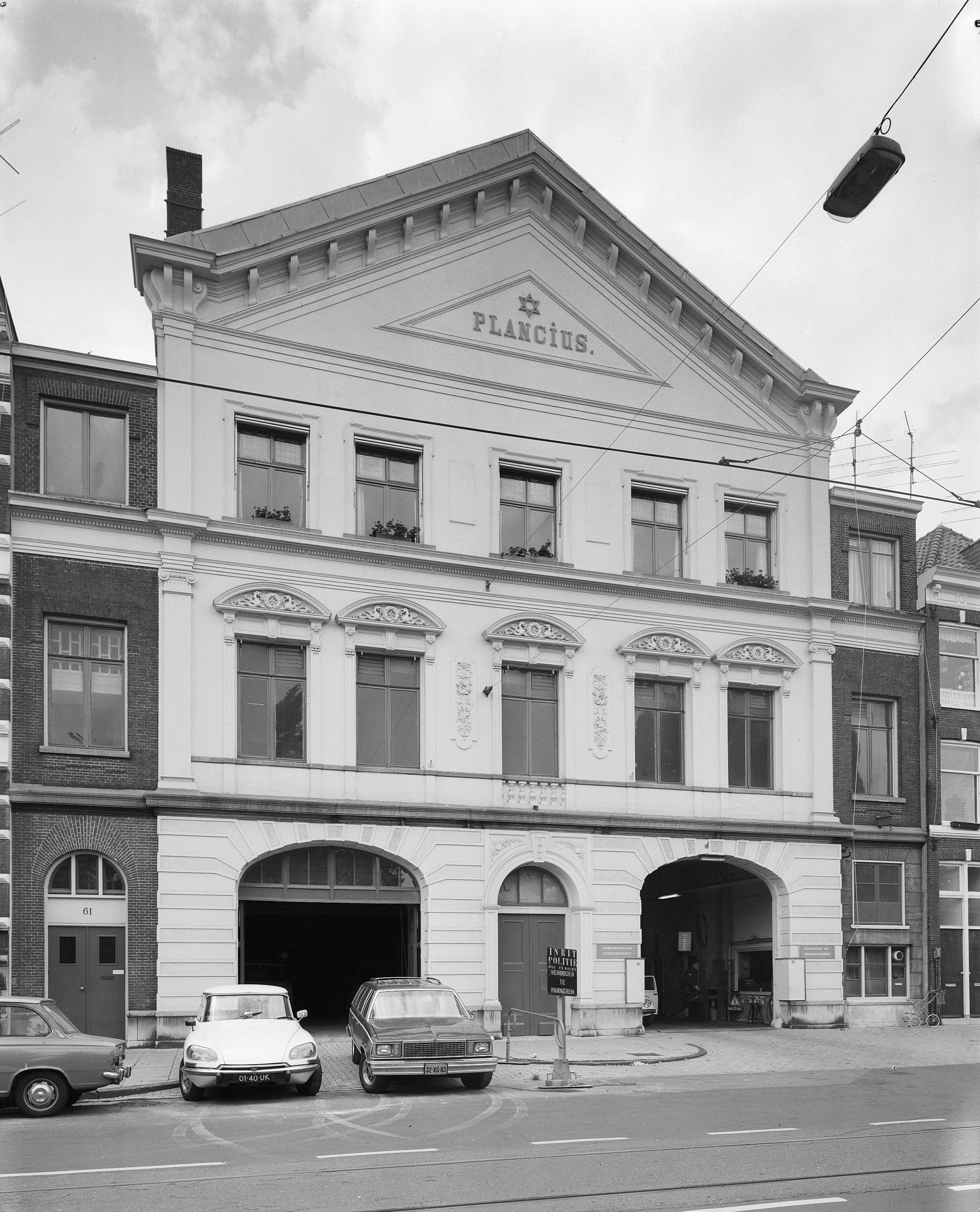
Gebouw Plancius aan de Plantage Kerklaan, waar ARM van 1919-1970 was gehuisvest

A.R.M. (Amsterdamsche Rijtuig Maatschappij) was een groot transportbedrijf dat was gevestigd te Amsterdam. Het exploiteerde taxidiensten, aanvankelijk met paardentractie, later met elektrotaxi's en weer later met benzineauto's. Het bedrijf verzorgde ook vrachtvervoer, verhuurde auto's en had een garagebedrijf. Men deed ook enige tijd aan carrosseriebouw. Uiteindelijk ontwikkelde het zich tot autoleasebedrijf.

## Geschiedenis

### Voorgeschiedenis met paarden
Een voorloper van de ARM was de Amsterdamsche Omnibus Maatschappij (AOM). Deze werd in 1872 opgericht door boekhandelaar en uitgever Schadd. Hiermee werd ingespeeld op de toenmalige snelle groei van de stad. Reeds bestond, sedert de jaren 40 van de 19e eeuw, de paardenbus. Van 1875 tot 1884 werd deze geleidelijk vervangen door de paardentram. in Nederland was dit het eerste dergelijke systeem, maar in Londen, bestond het al 10 jaar langer. Het paardenbestand van de AOM nam toe van 27 paarden in 1872 tot 433 paarden in 1882 en 433 paarden in 1900, toen het bedrijf aan de gemeente Amsterdam werd overgedragen. Dit werd het Gemeentevervoerbedrijf.
Een ander vervoerbedrijf was de maatschappij Amsterdams Goederenvervoer (AGV). Dit bedrijf werd in februari 1883 opgericht, verzorgde bestellingen, waaronder tot 1906 ook de postbestellingen, en het verhuurde paardenomnibusjes met koetsier aan hotels. In 1900 bezat men 300 paarden, en in 1908 zelfs 400 paarden.

### Paardentractie

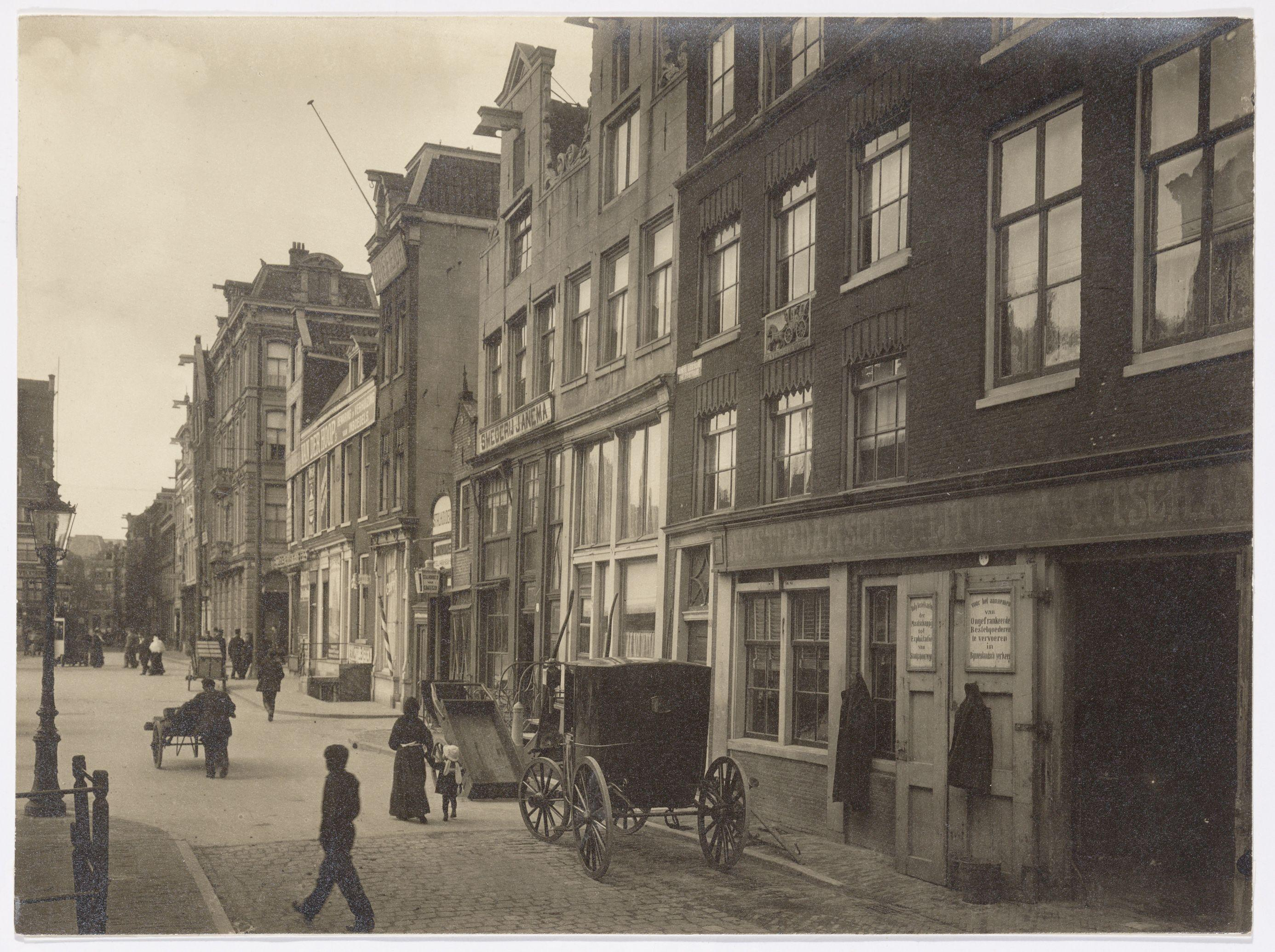
Amsterdamsche Rijtuig Maatschappij in Korte Leidsedwarsstraat, ca. 1900.

In 1880 werd de Amsterdamsche Rijtuigvereeniging I. de Groot en Cie (ARV) opgericht door de koopman Isaac de Groot. Doel was het verhuren van paarden en rijtuigen. Het was een paardentaxibedrijf dat startte met 60 paarden en 40 rijtuigen. Die stonden op bepaalde standplaatsen opgesteld. Het bedrijf groeide snel, waarbij ook stallen van particulieren werden opgekocht. Tevens werd een stuk grond aangekocht om daarop een stal voor 250 paarden en een rijtuigenremise te bouwen.
Een aantal kleine vervoersbedrijven besloot hierop te gaan samenwerken en deze richtten de concurrerende Rijtuig Maatschappij (RM) op. Door tal van oorzaken, waaronder een deskundiger bedrijfsvoering bij de RM, raakte de ARV in financiële moeilijkheden en werd overgenomen door de RM. De ARV telde toen 200 paarden en 200 rijtuigen.
Aldus ontstond de Amsterdamsche Rijtuig Maatschappij (ARM). Ondertussen werden opnieuw concurrerende maatschappijen op deze groeiende markt opgericht, zoals de Amsterdamsche Pakket Expeditie Onderneming in 1884 en de Amsterdamsche Centraal-Tram-Omnibus Onderneming (1890), alsmede de Amsterdamsche Tram-Omnibus Maatschappij (ATOM) in 1888. De ATOM ging in 1891 failliet. De ARM daarentegen groeide geleidelijk uit het dal en bezat omstreeks 1900 reeds 250 medewerkers, 300 paarden, 354 rijtuigen en 12 stallen.
Ondertussen was het Gemeentevervoer reeds begonnen het tramnet te elektrificeren, een proces dat in 1906 werd afgerond. Nadat de eerste moeilijkheden van dit systeem waren overwonnen, begon ARM de concurrentie te voelen. De ARM had in 1911 nog de beschikking over een grote werkplaats, die onder meer een zadelmakerij en een smederij omvatte. De laatste diende onder meer om koetsen te repareren.

### Elektrische taxi's
In 1908 begon men bij de ARM plannen te ontwikkelen om automobielen aan te schaffen. Het betrof in eerste instantie elektrische taxi's, zoals die reeds in een aantal Duitse steden reden. De fabrikant van loodaccu's, AFA, speelde hierin een belangrijke rol. Aldus werd in 1908 de NV Amsterdamsche Taxameter-Automobielen Maatschappij (ATAX) opgericht, waar de ARM nauw mee samenwerkte en in 1909 verschenen de elektrische taxi's van deze maatschappij. Deze werden als volgt aangeprezen: Het vervoermiddel rijdt geruischloos, zonder schokken, is gerieflijk ingericht en kan bijna plotseling tot stilstand worden gebracht. Niettemin gebeurden er veel ongelukken. De onervaren chauffeurs, gerekruteerd uit de koetsiers, moesten namelijk een voertuig gaan besturen dat ze niet geheel beheersten. Daarnaast waren werkweken van 82 uur geen uitzondering.
Ook nu weer diende de concurrentie zich aan, in de vorm van de Industriële Maatschappij Trompenburg en de Taxi-Auto-Maatschappij (TAM). Deze ondernemingen vroegen al in 1909 een vergunning aan. De ATAX breidde zich uit tot 33 elektrotaxi's in 1911. Ook het aantal particuliere auto's breidde zich snel uit. TAM en later ook andere maatschappijen exploiteerden benzinetaxi's.
De ARM breidde uit naar andere plaatsen. Zo werd in 1911 de Haarlemse stalhouderij A. Voorting overgenomen en ging men deze exploiteren als Eerste Haarlemsche Rijtuig-Maatschappij. De aan Spyker gelieerde Autovervoer Maatschappij Trompenburg werd in 1912 overgenomen en ging verder als Auto Exploitatie Maatschappij (AEM). Hiermee introduceerde de ARM voor het eerst de benzineauto. Voorlopig werd echter nog ingezet op de elektrotaxi. Ook het paardenbedrijf bloeide nog.
In 1912 begon men ook met het garagebedrijf. Er werden elektrische bestelwagens geleverd, die in de garage werden onderhouden en opgeladen. In 1915 was de ARM al de vertegenwoordiger van een aantal Amerikaanse, Engelse en Duitse automerken. In 1916 werden de ATAX en de AEM geheel overgenomen. Het contract met de Maatschappij tot Exploitatie van Staatsspoorwegen voor het goederenvervoer, dat in 1891 was ingegaan, kwam in 1919 tot een einde. Het werd toen gegund aan Van Gend & Loos. In 1919 had men, na het ontslag van 72 hierbij betrokken mensen, nog 667 man in dienst.

### Overgang naar benzinetaxi's

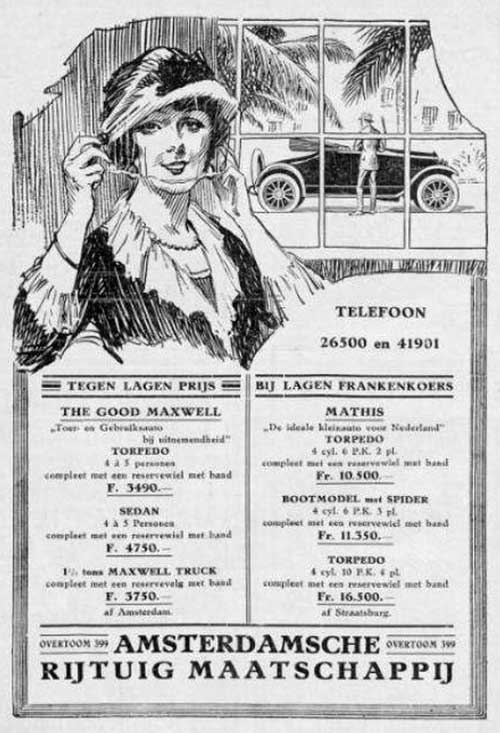
Amsterdamsche Rijtuig Maatschappij advertentie, A'dam 1923

In 1919 werd de TAM overgenomen, inclusief de 60 benzinetaxi's. Hiervan bleven er in eerste instantie 28 rijden. In hetzelfde jaar besloot de ARM-directie om in Haarlem onze stationnerende elektrische automobielen geleidelijk te vervangen door benzineauto's. Twee jaar later was de elektrotaxi in Haarlem verdwenen. Tussen 1924 en 1926 vond de totale omschakeling bij de ARM plaats: de elektrotaxi verdween en er waren toen 100 benzinetaxi's. De reden voor de snelle omschakeling lag in het feit dat de bedrijfskosten voor een benzinetaxi waren gedaald tot onder die van een elektrotaxi.
Toch bleef het paardenbedrijf nog lang belangrijk. In 1919 werd nog 58% van de winst hierdoor behaald, tegen 17% door elektrotaxi's, 11,5% door benzinetaxi's en 13,3% door het garagebedrijf.
De ARM was importeur van tal van automerken, waaronder Minerva en  REO. Men besloot in 1929 in de hoofdvestiging in Amsterdam eigen vrachtwagens te maken met geïmporteerde Chapuis-Dornier-motoren. Dit werd slechts korte tijd gedaan, waarna men zich op de import van M.A.N.-vrachtwagens richtte. Men bouwde ook bussen voor onder andere de HTM.
In 1922 nam de ARM deel in Verweij en Lugard's Automobiel Maatschappij (VLAM) en kreeg zo toegang tot de markt in Nederlands-Indië. Vanaf 1924 werd het garagebedrijf steeds belangrijker. Personen- en vrachtautoverhuur, de verkoop van auto's en het reparatiewerk namen toe. Het belang van de paardentractie nam evenzeer af. In 1924 waren er nog 300 paarden, 156 koetsen en 60 rouwkoetsen, alsmede 293 karren. Het aantal aapjeskoetsiers was gedaald tot 18 op een personeelsbestand van 700. De meeste koetsen werden verhuurd of voor het transportbedrijf ingezet. In 1926 werd nog 10% van de winst door het paardenbedrijf gegenereerd.
Zo ontwikkelde de ARM zich tot een taxi-, garage- en autoverhuurbedrijf. Het was gevestigd in gebouw Plancius aan de Plantage Kerklaan, dat in 1913 door de TAM was gekocht. Het taxibedrijf schakelde tijdens de Tweede Wereldoorlog wegens gebrek aan materiaal en brandstof tijdelijk weer om op paardentractie. Gebouw Plancius werd een tijd benut als paardenstal. In 1970 verliet de ARM het gebouw, dat later in 1999 werd geopend als Verzetsmuseum Amsterdam.

### Autoverhuur

Taxi autoverhuur door Amsterdamsche Rijtuig Maatschappij, c. 1960

Na de oorlog was de ARM vooral actief in het autoverhuurbedrijf en ging daartoe in 1956 een joint venture-overeenkomst aan met het Amerikaanse autoverhuurbedrijf Avis. Omstreeks 1970 werden daar autolease-activiteiten aan toegevoegd. In 1972 werd A.R.M. middels de daartoe opgerichte Subaru Nederland BV importeur van Subaru. Uiteindelijk kwam het bedrijf via de handelsmaatschappij Borsumij Wehry in handen van Hagemeyer, die het samenvoegde met de restanten van R.S. Stokvis tot ARM-Stokvis. Dit bedrijf werd in 2000 overgenomen door de importeur van luxe-auto's Kroymans, die het integreerde in zijn in 2001 opgerichte Kroymans Corporation. Deze ging failliet in 2009, maar kon een doorstart maken. De ARM werd in 2010 samengevoegd met het in 1986 opgerichte autoleasebedrijf J&T Autolease.

## Straat
De A.R.M. beheerde terreinen tussen de Overtoom en het Vondelpark; na het verlaten van die terreinen werden gebouwen gesloopt en opnieuw bebouwd; de straatnaam Rijtuigenhof uit 1982 verwijst naar de oorspronkelijke bestemming.